# Zanja

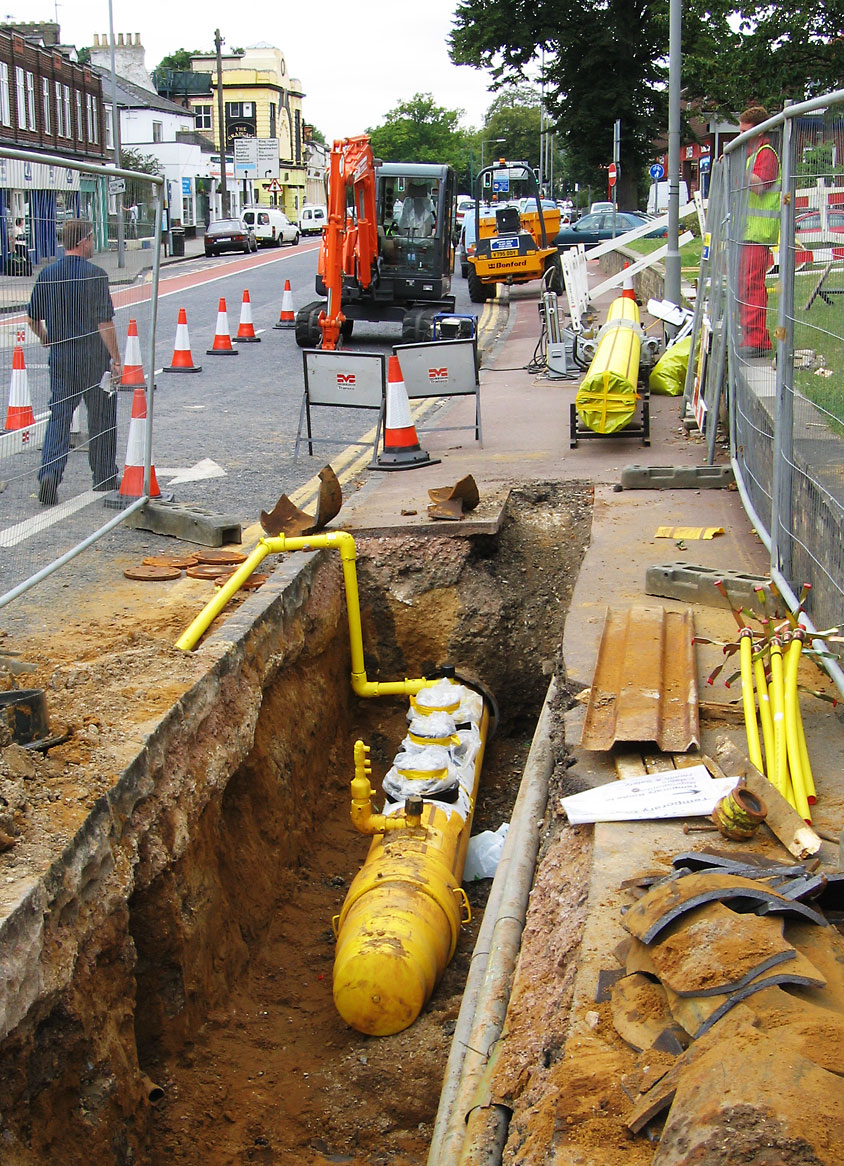
Una red de gas siendo colocada en un batache.

Las zanjas constituyen excavaciones lineales, abiertas y asentadas en el terreno, accesibles a los operarios, y realizadas con medios manuales o mecánicos.
Excavar por zanjas es una técnica que se hace cuando el terreno junto a un corte debe soportar cargas a una cota superior a la del fondo de la excavación (un edificio colindante, una calle, etcétera).
Consiste en ir excavando por tramos alternos, generalmente de anchura no superior a 2 m (por lo menos en edificación), y ejecutar la cimentación (o contención), también de forma alterna. De esta forma, siempre se mantiene una cierta estabilidad del corte del terreno, aunque nunca es completa y hay que tener mucho cuidado, sobre todo en ejecutarlos con bastante rapidez y en asegurar la conexión entre los distintos bataches.
Si bien las zanjas pueden abrirse manualmente, hoy en día la excavación se realiza con maquinaria, fundamentalmente con palas retroexcavadoras de tipo universal y con zanjadoras, máquinas diseñadas exclusivamente para excavar zanjas. De algunos de estos tipos ya hemos hablado en entradas anteriores: zanjadora de brazo inclinable, zanjadora de ruedas de cangilones, incluso cortadora de disco con picas para zanjas estrechas. Estas máquinas proporcionan buenos rendimientos, siempre que se den las condiciones adecuadas. Así, las zanjadoras, cuyos rendimientos son realmente elevados, presentan el inconveniente de que para su utilización es preciso que el terreno sea adecuado, es decir, cuando es tierra franca o terreno de tránsito y no hay demasiados obstáculos. Las retroexcavadoras, aunque obtienen menores rendimientos que las zanjadoras, se pueden utilizar en terrenos más variados, permitiendo su utilización en la carga, descarga y colocación de los tubos y superando mejor los obstáculos del terreno. En las ciudades, generalmente no se presentan los problemas anteriores, pero aparece el problema de la gran cantidad de conducciones en el subsuelo correspondientes a distintos servicios. Ello implica excavar manualmente las zonas de cruce con la zanja y utilizar maquinaria en el resto de zonas.

## Uso militar
En el ámbito militar, se denomina trinchera a las excavaciones en las cuales los sitiadores se ponen al abrigo de los fuegos de la plaza.